# Pisocrinida
Ordre
Familles de rang inférieur
Synonymes
Pisocrinoidea Angelin, 1878
Les Pisocrinida forment un ordre éteint de crinoïdes de la sous-classe des Disparida.
Selon Paleobiology Database, la taxon s'appelle Pisocrinoidea et a été décrit par Angelin, en 1878. Il a le rang de super-famille.
L'ordre ne contient qu'une seule famille, les Pisocrinidae, et le genre type est Pisocrinus. Les différentes espèces se rencontrent dans des terrains datant du Silurien au Dévonien, avec une répartition mondiale.

## Liste des familles
Selon BioLib (24 décembre 2018) :
- famille Pisocrinidae Angelin, 1878 †